# 稲宮誠
稲宮 誠（いなみや まこと、1965年5月9日 - ）は、愛知県名古屋市出身の俳優。

## 人物
本名は藤井 直貴（ふじい なおき）。
1995年までは本名で芸能活動していた。
身長173cm。
特技はアクション、野球、水泳、スキー、ボクシング、名古屋弁。
- 1983年

地元、名古屋の芸能事務所(株)巣山プロダクションに所属。
- 1984年

巣山プロダクション内にある「劇団創造」に参加し演劇活動を始める。
劇団時代の同期はナレーターのあおい洋一郎。
同「巣山プロアクションクラブ」にも所属しアクションヒーローショーに多数出演。当時のヒーローは「超電子バイオマン」「宇宙刑事シャイダー」
- 1985年

巣山プロの同期の仲間達と「劇団台風４５号」を旗揚げ。立ち上げメンバー。
- 1989年

東京に活動の拠点を移す。(株)巣山プロダクション東京支社に移動。
ハリウッド映画「ミスター・ベースボール」(1993年公開)のオーディションの際、６ヶ月間の役作りでプロ野球選手に間違われる程の肉体を作り上げ、中日ドラゴンズのキャッチャー・西川拓也役をいとめる。
- 1994年

アクションの技術を磨くため、ジャパンアクションクラブから派生した(株)ナンバーワンプロモーションに所属し、アクション俳優として数々のドラマ・映画・ビデオ作品に出演。
- 1996年

モデル事務所(株)オフィスマミ俳優部に移籍し本格的に俳優としての活動を再開。1998年に俳優部の分社化にともない(株)JFCTに移行。
- 現在は、株式会社サンミュージック名古屋と業務提携。フリーランスで活動している。

強面だが実は優しい、強面だが実は気が弱い、強面だが実はオネエ、強面だが実はアイドルオタクといった個性的な役どころをよく演じている。
吉幾三の次女である女優の寿三美と、2021年6月から、YouTube「mimiと稲姉のエンタメ応援チャンネル」を配信している。
2023年6月より、尾張アズーリFM（現シャチホコアズーリFM）で冠番組「mimiと稲姉のエンタメ応援チャンネル」(毎月第３日曜日)でレギュラー生放送をスタートしている。

以前はヴァーサタイルエンタテイメント、ベストブレーンに所属していた。

## 出演作品

### テレビドラマ

#### NHK
- 中学生日記(1985年)　- 暴走族リーダー
- 銀河テレビ小説「清水みなとストーリー」(1985年)  - 青年団員・レギュラー出演
- シリーズドラマ10「熱きまなざし」(1988年) - 浩一・レギュラー出演
- さわやか3組第５回「勇気」（1990年)　- 町の若者
- BS土曜ドラマ「女にも七人の敵」第３回・４回(1995年)  - 白河初
- 水曜ドラマシリーズ / 鏡は眠らない 第4話「追走」（1997年） - 黒服の男
- 金曜時代劇/寺子屋ゆめ指南第１２回「女であるということ」(1997年)   - 寅造
- 連続テレビ小説 すずらん第５６回・５７回（1999年） - やくざ風の男
- BS2 新・真夜中の王国(1999年)   - トークゲスト
- 正月時代劇/蒼天の夢　松蔭と晋作・新世紀への挑戦(2000年)  - 小伝馬町の牢司
- 連続テレビ小説「さくら」第100、101話（2002年)
- 大河ドラマ　北条時宗第１回「鎌倉激震」（2001年）  - 九条頼経の側近
- 大河ドラマ　功名が辻 第3話（2006年） - 竹中家家臣
- 金曜時代劇/御宿かわせみ 第三章/ 第3話「牡丹屋敷の人々」（2005年）= 鈴木宗十郎
- 金曜時代劇/慶次郎縁側日記2 第4話「佐七の笛」（2005年）- 目付きの悪い男
- タイムスクープハンター シーズン3 「過熱！江戸情報戦争」（2011年）- 見物客
- タイムスクープハンター#３「戦国リスクマネジメント」(2011年)   - 住職
- タイムスクープハンター#４「激熱！鉄火裁判」(2012年)  - 和徳
- タイムスクープハンター#６「恋のヒゲ大作戦」(2014年)  - 権左衛門
- タイムスクープハンター#6「亀の協奏曲」(2014年)  - 和善

#### 日本テレビ
- 刑事貴族#３第１８話「彼女の疑惑」(1992年)  - 島本雄二
- 西遊記第１３話(1993年)  - 理空の手下
- あなたの知らない世界/誰かが見ている……中古車の怪(1996年)  - 太田真一
- 火曜サスペンス劇場 / 警視庁鑑識班 第6作（1998年） - 津田亘
- 水曜ドラマ / ラストプレゼント 娘と生きる最後の夏 第4話（2004年）- カメラマン城田

#### TBS
- 愛の劇場 / 永遠の1/2 第6、8話（2000年）安藤浩伸
- 月曜ドラマスペシャル→月曜ゴールデン
  - 宗像教授伝奇考（2000年）- 中西健治
  - 西村京太郎サスペンス 十津川警部シリーズ
    - 第37作「特急あずさ殺人事件」（2006年） - 丸山吾朗
    - 第42作「九州ひなの国殺人ルート」（2009年） - 黒田正則
- マリア 第3、6話（2001年）- 刺青のノブ
- ナショナル劇場 / こちら本池上署 第5シリーズ 第2話（2005年）- 梶山稔

#### フジテレビ
- La-Cuisine　クリスマスSP「ゴーストスープ」(1993年)  - ゴースト
- La-Cuisine「ラーメン」(1993年)青年
- 美少女H3「アナタハダアレ？」第６話・７話(1999年)  - バーのマスター
- 賭事女王～GAMBLE QUEEN～（1999年 - 2000年） - サミー/レギュラー出演
- ウソコイ 第3話「月下美人　取引」（2001年）- 偽装結婚の元締・ウー
- 金曜エンタテイメント→金曜プレステージ
  - ハマの静香は事件がお好き 第2作（2004年） - 須藤
  - 山田太一ドラマスペシャル「星ひとつの夜」（2007年）- 刑務官
- 土曜プレミアム / 硫黄島〜戦場の郵便配達〜（2006年）- 赤ザル
- 鬼嫁日記 いい湯だな 第3話（2007年） - ヤクザ風の男

#### テレビ朝日
- 真夏の刑事第１２話(1992年)  - 佐藤昇
- はぐれ刑事純情派第１１４話「ガテンギャルの犯罪」(1992年)  - 中村信夫
- はみだし刑事情熱系
  - PART2 第22話（1998年） - 関口俊二
  - PART6 第12話（2001年） - 田代幹夫
  - 最終章 第4話（2004年） - 三津谷元
- 木曜ドラマ / 恋の奇跡 第9話（1999年）- バー香のマスター
- ココだけの話第３話「アダルトビデオ」（2001年）- 柏原かおる
- 土曜ワイド劇場 / 殺人ロケ（2003年）- 朝川秀治
- 仮面ライダー剣 第9話「偽りの克服(前編)」（2004年） - ヤクザ[3]
- 金曜ナイトドラマ / 特命係長 只野仁 2ndシーズン 第21話（2005年） - 工藤

#### テレビ東京
- クイズずばり知りたい(1989年)  - クイズ出題レポーター
- 新世紀ワイド時代劇/宮本武蔵第４部(2000年)  -無動寺僧兵
- Deep Love 〜アユの物語〜 第7話（2004年）- 田所
- 女と愛とミステリー / 人情刑事 宮本清四郎（2005年） - 風間健二

#### TOKYO MX
- 時空警察ヴェッカーシグナ 第5、6話（2007年） - 柊際二郎

#### 名古屋テレビ
- 虹色坂物語「名古屋電気王物語」(1993年)  -主演

#### 中京テレビ
- ５時SATマガジン/連続ドラマ「つぶぞろいの蜜柑たち」(1985年)  - 浩一/主演・レギュラー出演
- スペシャルドラマ「ハートinリトルワールド」(1986年)  - ヒロインの彼氏
- ヴィヴィアン(1986年)

#### テレビ愛知
- ウォッチマンとくとくテレショップ(1985年)　- 商品紹介レポーター

#### テレビ熊本
- 海軍少将 高木惣吉 〜すみやかに戦争の終結をはかるべし〜（2001年）- 神大佐

#### LaLa TV
- エンドレスアフェア〜終わりなき情事〜 第2話（2014年）- 弁護士

### 映画
- 遥かなる甲子園（1989年、東宝）- 琉球高校野球部員・船浦
- ゴジラvsキングギドラ（1991年、東宝）- 日本兵
- ミスター・ベースボール(1993年、ユニバーサル)  - 中日ドラゴンズ捕手・西川拓也
- クロオビキッズ#３(1993年、コロンビア)  -スリ・忍者
- 野獣死すべし パート1（1997年、大映）- 仁科
- CAT'S EYE キャッツ・アイ（1997年、東宝）- 苦力
- 激しい季節　RAIN(1998年、ケイエスエス)  -刑務所係官
- 週刊バビロン(1999年、東映)  - 金山組兄貴分
- 白痴(1999年、松竹)  - 白虎
- DOG-FOOD（1999年、スローラーナー） - 保健所の男
- 菊次郎の夏（1999年、日本ヘラルド映画） - ヤクザ
- WiLD ZERO（1999年、ギャガ） - キャプテン
- 透視する女（2000年、ギャガ） - 謎の男
- HYSTERIC（2000年、ベンチャーフイルム） - ゲイの男
- BROTHER（2000年、松竹）- ヤクザ
- YUMA(2000年、ビジュアルサイドキック)　- トーワ
- MSTRBTN(2000、レジェンドピクチャーズ)  - レストランの客
- 荒ぶる魂たち（2002年、大映）- 白根組若頭代行
- プレイボール（2002年、アースライズ）- 西村の舎弟
- リターナー（2002年、東宝）- 商人風の男
- 凶気の桜（2002年、東映） - 柴田十郎
- AIKI（2002年、日活）- 空手道場主
- 金髪スリーデイズ35℃（2003年、スローラーナー） - 亜美の父
- 幸福の鐘（2003年、東北新社）- 拘置所のヤクザ
- バニットマン(2022年、日本映画学校)  - 保坂弘明
- 胸キュンBOMB！(2003年、ビジュアルサイドキック)　- 体育教師
- 力道山(2004年、サイダス)　- 高級クラブの用心棒
- 深海獣レイゴー（2005年、クロックワークス）- 郷田艦長
- 龍が如く 劇場版(2006年、大映)  - 東城会ヤクザ
- SILK(2006年、ニューラインシネマ)  - 村の衛兵
- 無花果の顔(2006年、アゴラ)  - 大工の親方
- スキヤキ・ウエスタン ジャンゴ（2007年、ソニー・ピクチャーズ）- リッチの仲間
- HEY JAPANESE! Do you believe PEACE,LOVE and UNDERSTANDING? 2008 2008年、イマドキジャパニーズよ。愛と平和と理解を信じるかい?（2008年、ネイキッド） - ボウズ
- カクトウ便 Vol.2 VS謎の恐怖集団人肉宴会（2008年、クレイ） - 猪狩道元
- 深海獣雷牙（2009年、クロスロード） - 鬼頭豪火
- ひゅ～どろ　呪いの呪文(2009年、クロスロード)  - アイアンイーグル
- 澤田洋一フレーム(2012年、アングルピクチャーズ)  - 酔っぱらいの男
- THRILLER 究極の告白(2012年、アジアピクチャーズ)  - 佐太郎
- 幽鬼(2013年、アジアピクチャーズ)  - 小沼源次郎
- 浄霊探偵(2014年、ベストブレーン)  - 榎本和志
- 龍帝　DRAGON EMPEROR(2014年、「龍帝」製作委員会)  - 石川組若頭
- カバディーン!!!!! 嗚呼花吹雪高校編(2014年、サモアール)  - ニッセン
- 深海獣雷牙 対 溶岩獣王牙（2019年、クロスロード） - 鬼頭豪火
- ショートフィルムWild ZERO#2(2019年、竹内芸能企画)  - キャプテン
- 忍獣大戦記 ジャロン対ゴウラ(2023年、クロスロード)  - 地雷衆頭領龍鬼・救助隊員鬼頭

### オリジナルビデオ
- 通称！ピスケン(1994年、東映ビデオ)  - ヤクザ
- 修羅の帝王(1994年、ツインズ)  - 小林の配下
- セラフィムの夜(1994年、ツインズ)  - 東友会組員
- 武闘の帝王 完結編(1994年、ツインズ)  - 加賀組組員
- 斬り込み(1994年、フィルムシティ)  - 阿久津組組員

- サンクチュアリ(1994年、シネウェーブ)  - 北彰組組員
- 女飼い(1994年、バンダイビジュアル)  - 殺し屋
- 眩しすぎて　INNOCENT GAME(1995年、東京計画)  - 浮浪者
- サンクチュアリ#３(1995年、ビデオチャンプ)  - 本田
- 勝手にしやがれ 黄金計画(1995年、ケイエスエス)  - 警官
- ヤンママ ROCK'N'ROLL(1995年、ケイエスエス)  - 戦闘マシーン緒方
- むしむしころころ(1997年、東映ビデオ)  - 土井中組モンモン
- 強請(1997年、ギャガ)  - 飯田
- DOGTAG ドッグタグ（1997年、徳間ジャパン）  - ビンゴ
- 新・第三の極道#５(1997年、ミュージアム)  - 高森広繁
- 女医 絵利子（1998年、ミュージアム）-  絵利子の夫
- ワル外伝(1997年、アイシーアイ)  - 脱獄囚
- SLANG(1998年、徳間ジャパン)  - バンスの殺し屋
- スチュワーデス女子寮 濡れた合鍵（1998年、TMC） - 田中
- 女教師物語 生徒の目の前で…（1998年、サブマリンフィルムズ）- 連城神父
- 性感モデル いぢりあい（1998年、ミュージアム）- 金沢勝彦
- 極道狩り(1999年、東映ビデオ)  - 上海マフィアの劉
- 昭和極道史　誇り高き戦い(1999年、東映ビデオ)  - 結城隆志
- 真・雀鬼２ 麻雀無法地帯(1999年、フィルムシティ)  - 川崎
- Zero WOMAN 最後の指令（1998年、マクザム）- リー
- GANG 強奪(2000年、東映ビデオ)  - 張舜永
- 日本極道史　終わりなき戦い(2000年、東映ビデオ)　　- 郷田慶三
- 人妻処刑人R Mission 2:汚された絆（2001年、レジェンド・ピクチャーズ）- 工作員リーダー
- 若妻家政婦 覗かれた柔肌（2001年、レジェンド・ピクチャーズ）- オカマバーのマダム
- 750ライダー（2001年、ケイエスエス）- ブラックベア隊長
  - 750ライダー1
  - 750ライダー2
- 暗黒街　明日なき暴走(2001年、ミュージアム)　- たれ込み屋・漢
- 業界の性 女プロデューサーの欲望（2001年、サブマリンフィルムズ）- 永山達雄
- 業界の性2 新人アイドルの秘密（2002年、グッド・フィルズムズ）- 永山達雄
- 外道　おとこ唄１(2002年、アンカーフィルムズ)  - 白房会幹部・柳原
- 外道　おとこ唄２(2002年、アンカーフィルムズ)  - 白房会幹部・柳原
- 民事介入暴力２(2002年、ミュージアム)  - 三杉組若頭・杉田
- 流れくノ一伝説 独眼流秘譚 白粉彫りの女（2003年、エッジ）- 根来の十三
- 爆走デコトラ烈伝（2004年、ケイエスエス）- 権田昭次
- 銭道　第二弾５(2004年、シネマパラダイス)  - 若月睦星
- 銭道　第二弾６(2004年、シネマパラダイス)  - 若月睦星
- 新・影の軍団　最終章６(2004年、シネマパラダイス)  - 壇十郎
- 実録・関西二十日会　合田幸一２(2004年、ミュージアム)  - 中溝豪
- 流血地獄１(2004年、ジャパンホームビデオ)  - ブラックマン
- 流血地獄２(2004年、ジャパンホームビデオ)  - ブラックマン
- 美少女格闘　燃えよ鋼拳１ 奮闘！拳襲来舞(2004年、タキコーポレーション)  - 仮想世界の男
- 新・日本の首領Ⅲ(2005年、シネマパラダイス)  - 桃井新蔵
- 裁き屋　汚れた天使１(2005年、松竹ビデオ)  - 助川
- 裁き屋　汚れた天使２(2005年、松竹ビデオ)  - 助川
- 荒くれKNIGHT〜激闘編〜（2007年、ポニーキャニオン）- 輪蛇OB・武田
- オーバーヒート　輝きの先に(2007年、東映ビデオ)  - ハヤトの父・由紀夫
- 高レート麻雀列伝　むこうぶち２(2007年、ミュージアム)  - 高レート麻雀元締・劉
- アダルトビデオができるまで（2008年トルネードフィルム）- 虎夫
- 首領の野望　前編(2008年、コンセプトフィルム)  - 真侠会幹部・筑紫
- ドコモワンセグドラマ「放送不可　蜂に襲われたアイドル」(2008年、OZ)  - カメラマン
- 天馬がゆく　人生マイナス３０度(2009年、オールウェイズ)  - 大沢仁志
- 悪魔のいけにえ(2012年、オールウェイズ)  - 大畑明
- 凍牌　裏レート麻雀闘牌録８(2013年、SPO)  - 昇心会会長・早川
- 新・SとＭ(2014年、オールウェイズ)

### 舞台
- 冬のライオン(1984年、劇団創造公演)
- ヴェローナ物語（1985年、劇団台風45号公演）
- モダンホラー（1985年、劇団台風45号公演）
- 猿飛佐助（1986年、劇団台風45号公演）
- トロイメライ（1986年、劇団台風45号公演）
- ヴェローナ物語（1986年、巣山プロ公演）
- ストーンウェル公演「結婚行進曲」（1986年、中日劇場）
- デジャヴュⅡ(1986年、劇団創造公演)
- MORE THAN THIS(1987年、劇団創造公演)
- VERTIGO(1987年、劇団創造公演)
- 林与一公演「花のお江戸の伊達男」（1987年名鉄ホール）
- SO WHAT（1993年、劇団創造公演）
- にっぽん音吉物語(1993年、座・ウィークエンド公演)
- 関ジャニ∞安田章大公演「カゴツルベ」（2009年、青山劇場【東京】/NHKホール【大阪】）
- 内山理名座長公演「天璋院篤姫」(2010年、明治座)
- 新春・戦国鍋　あんまり近づきすぎると斬られちゃうよ(2011年、池袋サンシャイン劇場【東京】/シアタードラマシティ【大阪】)
- 松平健公演「暴れん坊将軍　新之助お化け長屋騒動」(2011年、御園座)
- 山川豊・香西かおり公演「夕べの幽霊今朝の女房」(2012年、中日劇場)
- コロッケ公演「しあわせ地蔵」(2012年、新歌舞伎座)
- 美川憲一公演「岬倫太郎事件簿　黒い未亡人」(2013年、中日劇場)
- 氷川きよし公演「銭形平次　きよしの平次立志編」(2013年、明治座)
- 美川憲一公演「岬倫太郎事件簿　黒い未亡人」(2014年中日劇場【名古屋】/シアター1010【東京】/イズミシティ21【仙台】)
- 戦後70年特別企画「中日劇場開場50周年記念公演『南の島に雪が降る』」（2015年、中日劇場【名古屋】/浅草公会堂【東京】/キャナルシティ劇場【福岡】/シアタードラマシティ【大阪】）
- 氷川きよし公演「め組の辰五郎　きよしの大江戸千両纒」(2015年、明治座)
- 五木ひろし公演「めおと囃子」(2015年、明治座)
- 細川たかし公演「遠山の金さんvs女ねずみ小僧」(2016年、中日劇場)
- 五木ひろし公演「おばけながや」(2016年、中日劇場)
- 吉幾三公演「人生にわか芝居」(2016年、中日劇場)
- 山内惠介公演「泥棒と若殿」(2017年新歌舞伎座)
- 氷川きよし公演「ねずみ小僧」(2017年、明治座)
- 五木ひろし公演「大人の童話」(2017年、中日劇場)
- 五木ひろし公演「紺屋と高尾」(2018年、明治座)
- 氷川きよし公演「母をたずねて珍道中　お役者恋の介旅日記」(2018年、明治座)
- ペコロスの母に会いに行く(2018年、全国ツアー公演、シアターズホーム夢ホール【熊本】/ももちパレス【福岡】/アルカス佐世保【長崎】/グランシップ【静岡】/サンケイホールブリーゼ【大阪】/常総市地域交流センター豊田城【茨城】/四谷区民ホール【東京】/刈谷市総合文化センター【愛知】/ウエスタ川越【埼玉】/国立劇場おきなわ【沖縄】)
- 氷川きよし公演「母をたずねて珍道中　お役者恋の介旅日記」(2019年、新歌舞伎座)
- 前川清公演「弥次喜多道中　夢と女と旅芝居」(2019年、御園座)
- ペコロスの母に会いに行く(2019年、全国ツアー、大田区民プラザ【東京】/武雄市市民会館【佐賀】/玉名市民会館【熊本】/ドリームシップ海のホール【山口】/上野学園ホール【広島】/岡山市民会館【岡山】/民族文化宮大劇院【北京】/アートピアホール【名古屋】/小美玉市小川文化センターアピオス【茨城】)
- 川中美幸公演「フジヤマ「夢の湯」物語」(2020年、明治座)
- 吉幾三公演「どたばた任侠伝　時代おくれの竜」(2020年、御園座)
- 氷川きよし公演「限界突破の七変化　恋の介旅日記」(2020年、明治座【東京】/新歌舞伎座【大阪】)
- 芸能生活50周年『吉幾三特別公演 第一部』（2022年、明治座【東京】/御園座【名古屋】/新歌舞伎座【大阪】/リンクシティホール青森【青森】/キャナルシティ劇場【福岡】)
- 吉幾三公演「人形町・末っ子(おとんぼ)物語」（2025年、明治座【東京】/新歌舞伎座【大阪】）

#### CM
- 沢徳仏壇店「第九編」(1988年)
- 静岡日産「交通ルールを守ろう」(1988年)
- JR東海「なんき」(1988年)
- サントリー「角瓶　和風バー編」(1990年)
- 日産「イチロー日本一」(1995年)
- JRA「桜花賞」(1999年)
- JRA「オークス」(1999年)
- NHK BS「ドーモ君」(1999年)
- コナミ「ザ・マエストロムジーク」(2000年)
- カネボウフーズ「のびゅ～ん」(2000年)
- 野村証券「金田一耕助　お茶会編」(2000年)
- NTT西日本「マイライン　ボクシング編」(2001年)
- マイクロソフト「OFFICE XP」(2001年)
- エイベックスPARADICE GO！ GO！「FARAWAY」(2005年)
- アデランス「サプライズ編」(2008年～2009年)
- コムテック「社用車運転管理システム　C-Portal」（2024年）

#### ミュージックビデオ
- SONY　七尾旅人「ラストシーン」(2001年)
- 東芝EMI DRAG STORE COWBOY「鐘は鳴り響く」(2001年)
- VAP MACK「ファイト！」(2002年)
- SONY FLOW「メロス」(2003年)
- TOYS FACTORY 筋肉少女帯「仲直りのテーマ」(2007年)

#### ナレーション
- 伊勢「サスティナブル・トラベル・KAIDO」（2024年）
- 新東通信「入社式ＯＰムービー」（2025年）

### ゲーム
- the FEAR（2001年、エニックス） - 樋口日出男
- ドラゴンクエストX(2007年～2009年、スクエアエニックス)　　- モーションアクター

#### インターネット
- セサミストリート「エルモが日本にやって来た　お寺で修行」(2015年)  - 和尚さん
- テレパックチャンネル「UNDER THE SYCAMORE TREE」(2017年)  - モートン
- YouTube「mimiと稲姉のエンタメ応援チャンネル」(2021年6月～)  - MC
- シャチホコアズーリFM「mimiと稲姉のエンタメ応援チャンネル」(2023年6月～)  - パーソナリティー

#### 雑誌
- キネマ旬報(1997年11月号、キネマ旬報)　- インタビュー記事
- ギターウルフ　ジェットロッキンロール(1999年、白夜書房)　- インタビュー記事
- TVガイド(2000年、東京ニュース通信社)  - インタビュー記事
- TVBros.(2000年、東京ニュース通信社)  - インタビュー記事
- ボーズHERO(2005年、ダイヤプレス)　-  インタビュー記事